# Новонадеждинский сельсовет (Башкортостан)

Флаг Сельсовета

Новонадеждинский сельсовет — муниципальное образование в Благовещенском районе Башкортостана.

## История
Согласно «Закону о границах, статусе и административных центрах муниципальных образований в Республике Башкортостан» имеет статус сельского поселения.

## Население
| 2002  | 2009  | 2010  | 2012  | 2013  | 2014  | 2015  |
| ----- | ----- | ----- | ----- | ----- | ----- | ----- |
| 1374  | ↗1409 | ↘1306 | ↘1267 | ↘1257 | ↘1242 | ↗1248 |
| 2016  | 2017  |       |       |       |       |       |
| ↗1254 | ↘1247 |       |       |       |       |       |

## Состав сельского поселения
| №  | Населённый пункт | Тип населённого пункта       | Население |
| -- | ---------------- | ---------------------------- | --------- |
| 1  | Новонадеждино    | село, административный центр | ↘770      |
| 2  | Трошкино         | деревня                      | ↘284      |
| 3  | Языково          | деревня                      | ↘195      |
| 4  | Каменная Поляна  | деревня                      | ↘25       |
| 5  | Сергеевка        | деревня                      | ↗12       |
| 6  | Михайловка       | деревня                      | ↗10       |
| 7  | Новоблаговещенка | деревня                      | ↗5        |
| 8  | Ольховка         | деревня                      | ↘2        |
| 9  | Седовка          | деревня                      | ↗2        |
| 10 | Сергуяз          | деревня                      | ↗1        |

### Упразднённые населённые пункты
Дубовое Озеро — упразднённый до 1968 года посёлок.